# المدرسة الألمانية الجديدة
المدرسة الألمانية الجديدة (بالألمانية: Allgemeiner Deutscher Musikverein) تأسست في العام 1861 من قبل فرانز ليست وفرانز برندل، لتجسيد المثل الموسيقية للمدرسة الألمانية الجديدة في الموسيقى.

## وصلات خارجية
- Allgemeiner Deutscher Musikverein, history at جامعة كارلتون
- Detaillierte Concert programs, ADMV, 1859–1937, جامعة ماكماستر